# Shake, Rattle and Roll (nummer)
"Shake, Rattle and Roll" is een nummer van de Amerikaanse zanger Big Joe Turner. Het verscheen in april 1954 als single.

## Achtergrond
"Shake, Rattle and Roll" is geschreven door Jesse Stone onder het pseudoniem Charles F. Calhoun. Begin 1954 vroeg Ahmet Ertegün, de oprichter van Atlantic Records, aan Stone of hij een uptempo bluesnummer voor Big Joe Turner wilde schrijven. Stone deed verschillende pogingen totdat hij uiteindelijk met de zin "shake, rattle and roll" kwam. Het is niet de eerste keer dat deze zin in een lied voorkomt. In 1910 publiceerde vaudeville-artiest Baby Franklin Seals al het nummer "You Got to Shake, Rattle and Roll".
Op 15 februari 1954 nam Turner "Shake, Rattle and Roll" in New York op. Onder meer Atlantic-bazen Ertegün en Jerry Wexler zijn te horen in het refrein. Daarnaast speelden ook gitarist Mickey Baker, drummer Connie Kay en saxofonist Sam Taylor mee. In april 1954 werd de opname uitgebracht als single. Het werd een nummer 1-hit in de Amerikaanse r&b-lijst en kwam in de Billboard Hot 100 tot plaats 22. In 2010 zette het tijdschrift Rolling Stone deze opname op plaats 127 in hun lijst The 500 Greatest Songs of All Time.
Op 7 juni 1954 werd "Shake, Rattle and Roll" opgenomen door Bill Haley and his Comets. Die week stond de versie van Turner op de eerste plaats in de r&b-lijst. Op het nummer zijn pianist Johnny Grande, slaggitarist Billy Williamson, basgitarist Marshall Lytle en saxofonist Joey Ambrose te horen. De versie van Haley werd in augustus uitgebracht als single en bereikte de zevende plaats in de Hot 100. Deze versie is te horen in de eindscène van de film Clue.
Andere bekende covers van "Shake, Rattle and Roll" zijn afkomstig van Elvis Presley en The Beatles. Presley nam het nummer tweemaal op. In januari 1955 nam hij voor het radiostation KDAV in Lubbock een demoversie op. Op dat moment stond hij nog onder contract bij Sun Records. In 1956 nam hij een singleversie op voor RCA Victor. The Beatles speelden het nummer in 1969 in een medley met "Rip It Up" en "Blue Suede Shoes", die in 1996 werd uitgebracht op het compilatiealbum Anthology 3. 
Naast Haley, Presley en The Beatles werd "Shake, Rattle and Roll" nog gecoverd door Chuck Berry, Canned Heat, Buzz Clifford, Arthur Conley, Sam Cooke, Count Basie met Joe Williams, Willy DeVille, Fats Domino, Ray Ellington, Jools Holland, Buddy Holly, Johnny Horton, Huey Lewis & the News, Jerry Lee Lewis, Jumpin' Gene Simmons, The Swinging Blue Jeans, Hayden Thompson en Doc Watson. De versie van Conley stond in 1967 een week op de twaalfde positie in de Nederlandse Tipparade.